# 朱載培
趙恭王朱載培（1510年—1537年），明朝第六代趙王趙康王朱厚煜的庶第一子。他在嘉靖十年（1531年）十月封獲嘉王，嘉靖十六年（1537年）去世，諡號獲嘉昭定王。
其子朱翊錙在十二年後封趙世孫，但亦未及嗣封趙王就去世。後來孫子趙穆王朱常清嗣封趙王，追封他為趙王，諡號恭。